# Міддлборо (Массачусетс)
Міддлборо (англ. Middleborough) — місто (англ. town) в США, в окрузі Плімут штату Массачусетс. Населення — 24 245 осіб (2020).

## Демографія
Згідно з переписом 2010 року, у місті мешкало 23 116 осіб у 8468 домогосподарствах у складі 6114 родин. Було 9023 помешкання
Расовий склад населення:
| - 95,2 % — білих - 1,6 % — чорних або афроамериканців - 0,7 % — азіатів - 0,2 % — корінних американців |

До двох чи більше рас належало 1,6 %. Частка іспаномовних становила 1,6 % від усіх жителів.
За віковим діапазоном населення розподілялося таким чином: 23,2 % — особи молодші 18 років, 62,1 % — особи у віці 18—64 років, 14,7 % — особи у віці 65 років та старші. Медіана віку мешканця становила 41,2 року. На 100 осіб жіночої статі у місті припадало 95,5 чоловіків;  на 100 жінок у віці від 18 років та старших — 91,7 чоловіків також старших 18 років.
Середній дохід на одне домашнє господарство  становив 93 474 долари США (медіана — 79 800), а середній дохід на одну сім'ю — 103 427 доларів (медіана — 97 623). Медіана доходів становила 61 750 доларів для чоловіків та 48 998 доларів для жінок. За межею бідності перебувало 7,9 % осіб, у тому числі 15,9 % дітей у віці до 18 років та 6,3 % осіб у віці 65 років та старших.
Цивільне працевлаштоване населення становило 12 551 особа. Основні галузі зайнятості: освіта, охорона здоров'я та соціальна допомога — 21,5 %, роздрібна торгівля — 14,1 %, науковці, спеціалісти, менеджери — 10,6 %, будівництво — 8,4 %.